# Милтона (тауншип, Миннесота)
Милтона (англ. Miltona) — тауншип в округе Дуглас, Миннесота, США. На 2000 год его население составило 814 человек.

## География
По данным Бюро переписи населения США площадь тауншипа составляет 92,8 км², из которых 70,2 км² занимает суша, а 22,6 км² — вода (24,33 %).

## Демография
По данным переписи населения 2000 года здесь находились 814 человек, 345 домохозяйств и 259 семей.  Плотность населения —  11,6 чел./км².  На территории тауншипа расположено 780 построек со средней плотностью 11,1 построек на один квадратный километр. Расовый состав населения: 99,26 % белых, 0,12 % афроамериканцев, 0,12 % азиатов и 0,49 % приходится на две или более других рас. Испанцы или латиноамериканцы любой расы составляли 0,25 % от популяции тауншипа.
Из 345 домохозяйств в 22,9 % воспитывались дети до 18 лет, в 67,8 % проживали супружеские пары, в 3,5 % проживали незамужние женщины и в 24,9 % домохозяйств проживали несемейные люди. 21,4 % домохозяйств состояли из одного человека, при том 6,4 % из — одиноких пожилых людей старше 65 лет. Средний размер домохозяйства — 2,36, а семьи — 2,75 человека.
20,3 % населения младше 18 лет, 5,2 % в возрасте от 18 до 24 лет, 24,0 % от 25 до 44, 35,0 % от 45 до 64 и 15,6 % старше 65 лет. Средний возраст — 45 лет. На каждые 100 женщин приходилось 112,0 мужчин.  На каждые 100 женщин старше 18 приходилось 111,4 мужчин.
Средний годовой доход домохозяйства составлял 38 083 доллара, а средний годовой доход семьи —  42 500 долларов. Средний доход мужчин —  25 208  долларов, в то время как у женщин — 22 381. Доход на душу населения составил 20 773 доллара. За чертой бедности находились 4,9 % семей и 8,1 % всего населения тауншипа, из которых 10,2 % младше 18 и 14,6 % старше 65 лет.